# Болотна (Волзький район)
Боло́тна (рос. Болотная, марій. Куптӱр) — присілок у складі Волзького району Марій Ел, Росія. Входить до складу Емековського сільського поселення.
Стара назва — Болотне.

## Населення
Населення — 120 осіб (2010; 131 у 2002).
Національний склад (станом на 2002 рік):
- марі — 88 %